# 延吉市全民健身中心体育场
延吉市全民健身中心体育场，又称延吉新体育场，是位于延吉市的体育场，体育场兴建于2010年，可容纳30000名观众。该体育场是延边富德的主场。